# Château de Tâches
 (novembre 2023).
- Si vous ne connaissez pas le sujet, laissez ce bandeau (vous pouvez alors contacter les auteurs).
- Si vous supprimez le contenu mis en cause (vous pouvez préalablement contacter les auteurs),

argumentez précisément cette suppression dans la page de discussion
(un manque de référence n'est pas un argument ; une recherche réelle de référence doit avoir été effectuée, être formellement documentée).
Le château de Tâches est un édifice situé à Saint-Parize-le-Châtel, en France.

## Localisation
Le château de Tâches est situé sur le territoire de la commune de Saint-Parize-le-Châtel, située dans le département de la Nièvre en région Bourgogne-Franche-Comté.

## Description
Le château est composé d'un corps de bâtiment flanqué d'une tourelle d'escalier à pans coupés sur sa façade ouest. Il se trouve en direction de Moiry. C’est un lieu privé et habité que l’on peut simplement observer depuis la route. Il servait dit-on de rendez-vous de chasse aux ducs de Nevers. Sa porte d’entrée est surmontée de deux écussons: l’un porte un chevron chargé de trois coquilles et un chef chargé de trois étoiles[réf. souhaitée].

## Historique
Le château aurait servi de rendez-vous de chasse à François Ier. Rénové depuis peu, il a été de nombreuses années laissé à l'abandon[source insuffisante].